# 多夫戈波利夫卡 (季夫里夫區)
49°1′38″N 28°31′53″E / 49.02722°N 28.53139°E
多夫戈波利夫卡（烏克蘭語：Довгополівка），是烏克蘭的村落，位於該國西南部文尼察州，由文尼察區負責管轄，始建於1966年，面積0.15平方公里，海拔高度250米，2001年人口548。